# Palazzo Riario Della Rovere

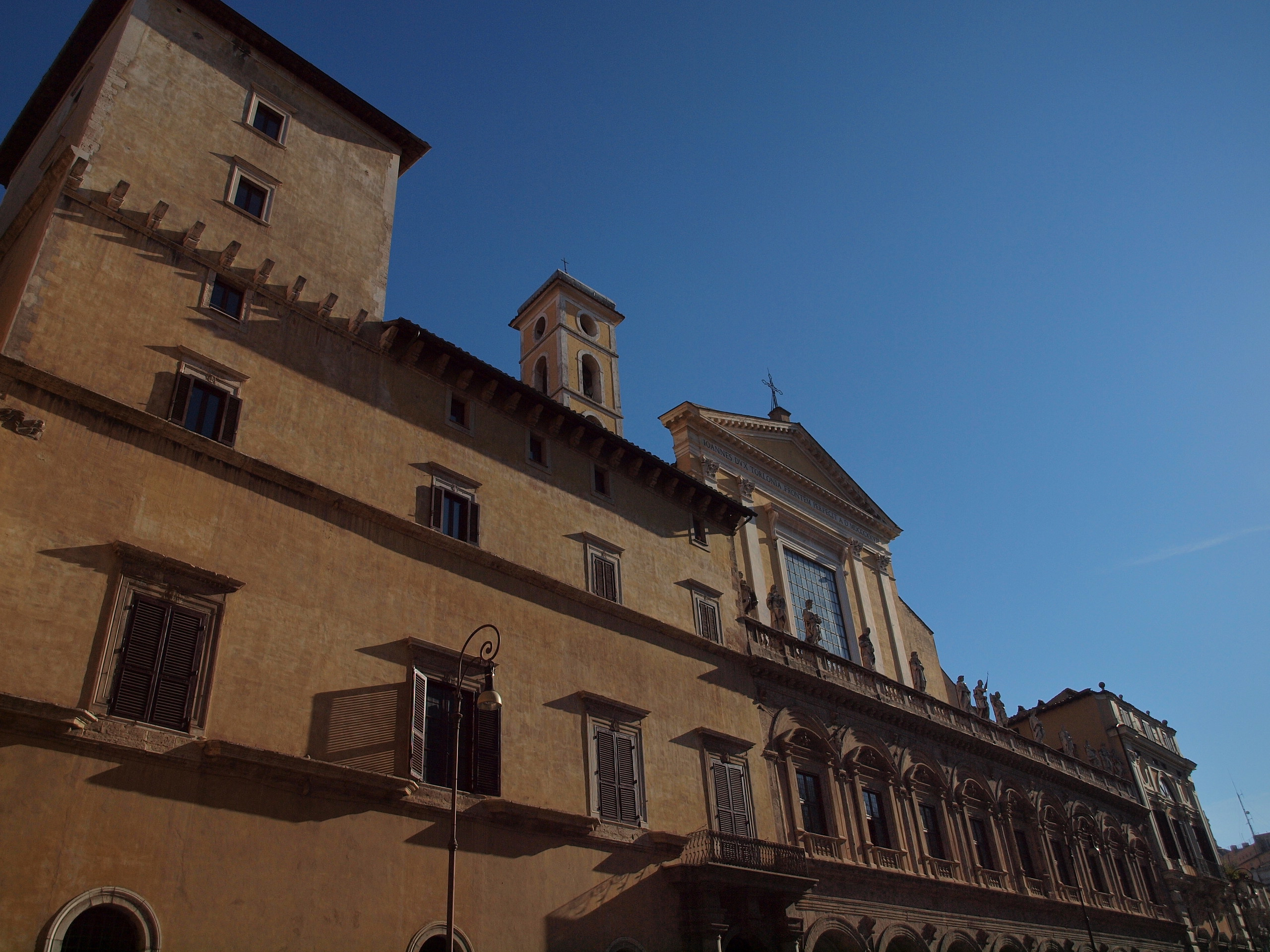
Vista do palácio à esquerda. À direita, a Basílica dos Santos Apóstolos.

Palazzo Riario Della Rovere ou Palazzo Della Rovere ai Santi Apostoli é um palácio renascentista localizado na Piazza dei Santi Apostoli, no rione Trevi de Roma.

## História
No canto da Piazza dei Santi Apostoli, na esquina com a Via dela Vaccaro e encostado na basílica dos Santi Apostoli, está o Palazzo Della Rovere, conhecido também, por ser o palácio conventual da basílica, como Palazzo dei Santi Apostoli. A base do edifício foi o palacete cardinalício construído em 1471 pelo sobrinho do papa Sisto IV Della Rovere, o cardeal Pietro Riario, cardeal titular da igreja. Quando ele morreu, em 1474, assumiu o cargo e a residência o seu primo, o cardeal Giuliano Della Rovere, que ali morou por muitos anos antes de se tornar papa com o nome de Júlio II. Em 1478, ele encarregou o arquiteto Giuliano da Sangallo de construir uma estrutura mais ampla, à esquerda da basílica, com uma bela torre no canto e janelas de mármore, em cujas arquitraves estão a inscrição "IUL. CAR. S.P. AD VINC.", uma lembrança da época na qual Della Rovere era o cardeal titular de San Pietro in Vincoli. Seu formato lembra o do Palazzo Venezia, que fica próximo.

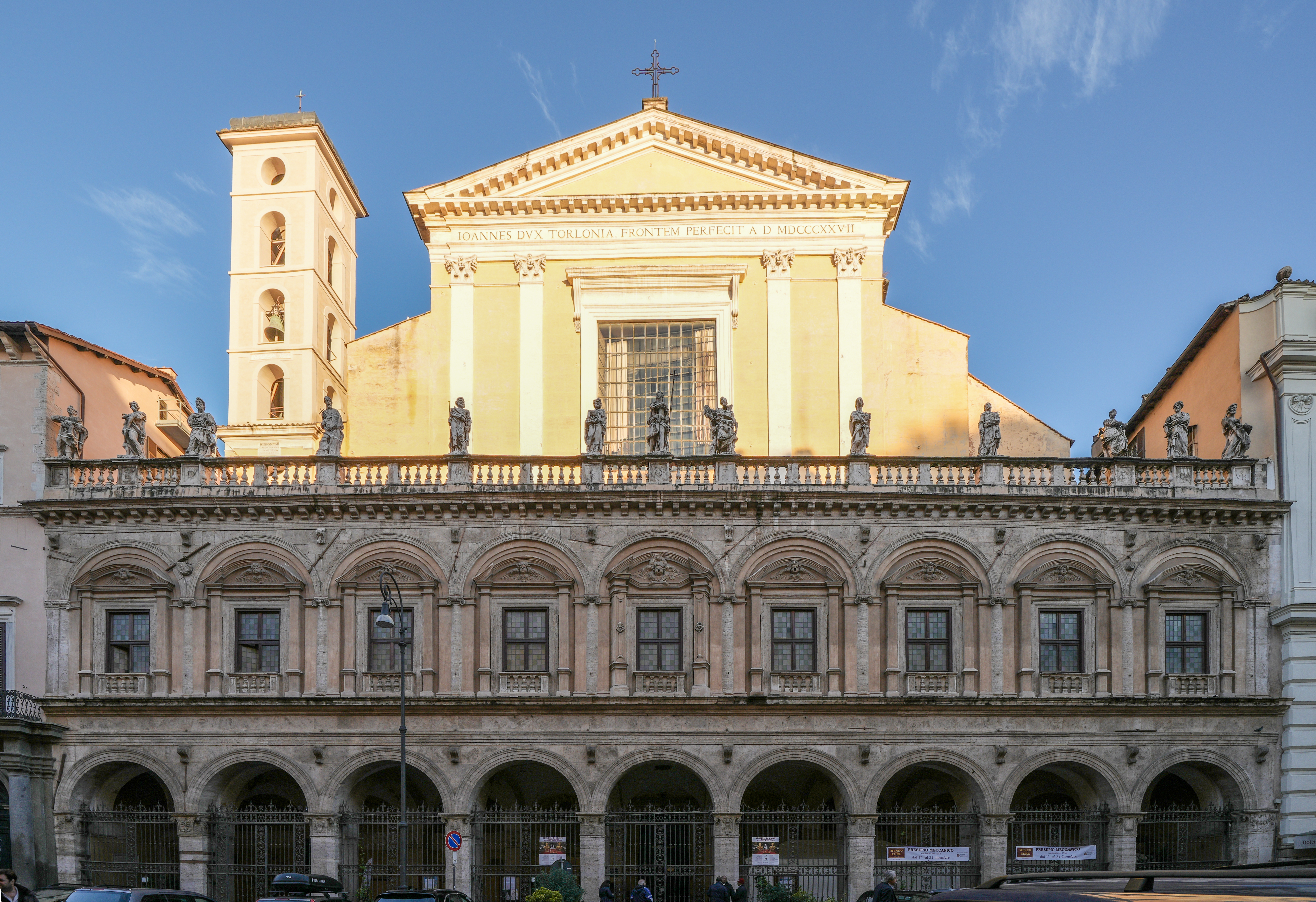
Vista de outra direção, com o palácio no fundo e a basílica no meio. À esquerda, uma parte do imenso Palazzo Colonna que está onde ficava o outro palacete Della Rovere nesta praça. Bem no fundo, à esquerda, está o Palazzo Muti (ou Balestra).

Mais tarde ele ordenou a construção de um outro palácio à direita da igreja, ligado ao primeiro através de um pórtico e de maneira que os dois palácios passaram a flanquear a basílica, emoldurando a fachada. A família do papa tinha boas relações com a família Colonna e quando uma de suas sobrinhas se casou com um dos membros dela, Júlio II doou-lhes o palácio da direita, que acabou sendo então demolido e incorporado ao imenso Palazzo Colonna. No final do século XVI, o palacete remanescente foi adquirido pela Ordem dos Franciscanos e ainda hoje é a sede da Ordem dos Frades Menores Conventuais.

## Descrição
O palacete à esquerda se abre num belo portal com colunas dóricas e pilastras mais atrás sustentando uma pequena varanda com uma balaustrada de ferro forjado através do qual se entra no edifício. No interior estão dois elegantes pátios, o primeiro dos quais com um pórtico de colunas jônicas e lógias em dois dos lados e o segundo no formato de um claustro, também rodeado por colunas. 